# Dermatonotus muelleri
Dermatonotus muelleri é uma espécie de anfíbio da família Microhylidae. É a única espécie descrita para o género Dermatonotus. Pode ser encontrada na Argentina, Bolívia, Brasil e Paraguai.
Os seus habitats naturais são: florestas secas tropicais ou subtropicais, savanas úmidas, restingas, matagal úmido tropical ou subtropical, campos de gramíneas de baixa altitude subtropicais ou tropicais sazonalmente úmidos ou inundados e marismas intermitentes de água doce. Está ameaçada por perda de habitat.